# Kenneth McAlpine
Pour les articles homonymes, voir McAlpine.
Pas d'image ? Cliquez ici
Kenneth McAlpine, né le 21 septembre 1920 à Cobham (Surrey) et mort le 8 avril 2023,, est un ancien pilote automobile britannique. Il a notamment participé à sept Grands Prix de championnat du monde de 1952 à 1955, sur Connaught.
Il était, depuis le 22 août 2015 et le décès d'Eric Thompson, le doyen des pilotes de Formule 1.

## Résultats en championnat du monde de Formule 1
| Saison | Écurie                | Châssis      | Moteur                 | Pneus  | GP disputés | Points inscrits | Classement |
| ------ | --------------------- | ------------ | ---------------------- | ------ | ----------- | --------------- | ---------- |
| 1952   | Connaught Engineering | Connaught A  | Lea Francis 4 en ligne | Dunlop | 2           | 0               | non classé |
| 1953   | Connaught Engineering | Connaught A  | Lea Francis 4 en ligne | Dunlop | 4           | 0               | non classé |
| 1955   | Connaught Engineering | Connaught Bs | Alta 4 en ligne        | Dunlop | 1           | 0               | non classé |

## Résultats aux 24 heures du Mans
| Année | Châssis         | Écurie                | Coéquipier    | Résultat |
| ----- | --------------- | --------------------- | ------------- | -------- |
| 1955  | Connaught AL/SR | Connaught Engineering | Eric Thompson | Abandon  |